# Constanza Valdés
Constanza Florencia Valdés Contreras (Valparaíso, 10 de febrero de 1991) es una activista trans y LGBTI chilena, licenciada en ciencias jurídicas y sociales, y asesora parlamentaria.

## Activismo político LGBT
Se convirtió en la vocera del Frente Amplio en junio de 2017, siendo la primera vocera trans de una organización política. Apoyó en 2017 la Ley de Identidad de Género, que simplificaba el proceso de cambio de nombre y sexo para las personas trans, aunque la criticó por no ir lo suficientemente lejos.
Valdés fue asesora legislativa de la organización chilena Organizando Trans Diversidades (OTD Chile), un grupo promotor de los derechos trans, entre los años 2015 y 2017. En mayo de 2017 fue la primera mujer trans chilena en exponer ante la Corte Interamericana de Derechos Humanos sobre el derecho a la identidad de género y derechos de las parejas del mismo sexo y en la Comisión Interamericana respecto a la situación de las personas trans en Chile. A fines de ese mismo año, la plataforma Hay Mujeres la seleccionó como mujer experta en temas LGTBIQ y la incluyó en su directorio.
Fue asesora de la política chilena Claudia Mix. Exmilitante del partido Comunes. Desde 2019, se desempeña como codirectora de la comisión legislativa y de políticas públicas de la Asociación de Abogadas Feministas (ABOFEM).
Valdés estudió Derecho en la Universidad Diego Portales. En una entrevista a la revista Qué Pasa, declaró que sabía acerca de su identidad de género cuando tenía 18 años, pero que le tomó cinco años el identificarse públicamente como mujer, temiendo que le causara problemas en su universidad. Cambió legalmente su nombre y sexo el 21 de abril de 2016. En una entrevista en 2017, Valdés declaró no querer someterse a terapia hormonal o cirugía, y se describió a sí misma como una feminista.
Se inscribió como candidata del partido Comunes a las elecciones de convencionales constituyentes de 2021 por el distrito 7, formando parte de la lista Apruebo Dignidad, sin resultar elegida. Posteriormente se presentó como candidata a diputada por el mismo distrito 7 en las elecciones parlamentarias.
El 10 de abril de 2022 presentó su renuncia al partido Comunes denunciando violencia política, machismo y transfobia por parte de otros militantes. El día 19 de ese mismo mes, fue elegida como parte del Consejo del Instituto Nacional de Derechos Humanos.

## Obras
- ¿Un cuerpo equivocado?: Identidad de género, derechos y caminos de transición (2021). La Pollera Ediciones.[15]

## Reconocimientos
- Reconocimiento como egresada destacada por la Universidad Diego Portales en julio de 2017.[cita requerida]
- Destacada como experta en Derechos LGBTI por la plataforma Hay Mujeres en septiembre de 2017.[cita requerida]
- Premio Líderes Jóvenes de El Mercurio 2018.[16]

## Historial electoral

### Elecciones de convencionales constituyentes de 2021
- Elecciones de convencionales constituyentes de 2021, para convencional constituyente por el distrito 7 (Algarrobo, Cartagena, Casablanca, Concón, El Quisco, El Tabo, Isla de Pascua, Juan Fernández, San Antonio, Santo Domingo, Valparaíso, Viña del Mar)[17]

| Candidato                  | Pacto               | Partido | Votos  | %    | Resultados   |
| -------------------------- | ------------------- | ------- | ------ | ---- | ------------ |
| Jaime Bassa Mercado        | Apruebo Dignidad    | ILYQ    | 43 507 | 13.1 | Convencional |
| Jorge Arancibia Reyes      | Vamos por Chile     | ILXP    | 21 523 | 6.5  | Convencional |
| Camila Zárate Zárate       | La Lista del Pueblo | IlZN    | 18 939 | 5.7  | Convencional |
| Agustín Squella Narducci   | Lista del Apruebo   | IlYB    | 17 710 | 5.3  | Convencional |
| Tania Madriaga Flores      | La Lista del Pueblo | IlZN    | 15 017 | 4.5  | Convencional |
| Raúl Celis Montt           | Vamos por Chile     | RN      | 13 733 | 4.1  | Convencional |
| Tomás Lagomarsino Guzmán   | La Lista del Pueblo | IlZN    | 12 614 | 3.8  |              |
| Luis Cuello Peña y Lillo   | Apruebo Dignidad    | PCCh    | 12 199 | 3.7  |              |
| Juan Rodríguez Oyarzún     | Vamos por Chile     | ILXP    | 12 075 | 3.6  |              |
| Cristián Bellei Carvacho   | Apruebo Dignidad    | ILYQ    | 9802   | 3.0  |              |
| Constanza Valdés Contreras | Apruebo Dignidad    | COM     | 6634   | 2.0  |              |
| Hotuiti Teao Drago         | Vamos por Chile     | ILXP    | 4974   | 1.5  |              |
| Pedro Cayuqueo Millaqueo   | Lista del Apruebo   | ILYB    | 4761   | 1.4  |              |
| María José Oyarzún Solís   | Apruebo Dignidad    | RD      | 2584   | 0.8  | Convencional |

### Elecciones parlamentarias de 2021
- Elecciones parlamentarias de 2021 a Diputados por el distrito 7 (Algarrobo, Cartagena, Casablanca, Concón, El Quisco, El Tabo, Isla de Pascua, Juan Fernández, San Antonio, Santo Domingo, Valparaíso y Viña del Mar)[18]

| Candidato                    | Pacto                   | Partido | Votos  | %   | Resultados |
| ---------------------------- | ----------------------- | ------- | ------ | --- | ---------- |
| Tomás Lagomarsino Guzmán     | Nuevo Pacto Social      | Ind-PR  | 26 349 | 7.4 | Diputado   |
| Jorge Brito Hasbún           | Apruebo Dignidad        | RD      | 23 358 | 6.6 | Diputado   |
| Andrés Celis Montt           | Chile Podemos Más       | RN      | 19 101 | 5.3 | Diputado   |
| Camila Rojas Valderrama      | Apruebo Dignidad        | COM     | 17 761 | 4.9 | Diputada   |
| Luis Sánchez Ossa            | Frente Social Cristiano | PRCh    | 16 347 | 4.6 | Diputado   |
| Hotuiti Teao Drago           | Chile Podemos Más       | Ind-EVO | 16 061 | 4.5 | Diputado   |
| Luis Cuello Peña y Lillo     | Apruebo Dignidad        | PCCh    | 13 305 | 3.7 | Diputado   |
| Tarek Giacamán Mahana        | Chile Podemos Más       | EVO     | 13 141 | 3.7 |            |
| Paul Sfeir Rubio             | Frente Social Cristiano | PRCh    | 8982   | 2.5 |            |
| Juan Pablo Rodríguez Oyarzun | Chile Podemos Más       | UDI     | 8840   | 2.5 |            |
| Jorge Castro Muñoz           | Chile Podemos Más       | UDI     | 8718   | 2.4 |            |
| Carmen Ibáñez Soto           | Chile Podemos Más       | RN      | 7692   | 2.2 |            |
| Constanza Valdés Contreras   | Apruebo Dignidad        | COM     | 7339   | 2.1 |            |
| Tomás De Rementería Venegas  | Nuevo Pacto Social      | Ind-PS  | 5820   | 1.6 | Diputado   |
| María de la Paz Riveros      | Chile Podemos Más       | EVO     | 5192   | 1.5 |            |